# Theodore Dumitru
Theodore „Ted” Dumitru (ur. jako Dumitru Teodorescu 2 września 1939 w Bukareszcie, zm. 26 maja 2016) – rumuński piłkarz, a następnie trener piłkarski.

## Kariera
Jako piłkarz występował w zespole Sportul Studențesc Bukareszt, jednak zakończył karierę przedwcześnie z powodu kontuzji. Po zakończeniu jej został trenerem i już w 1964 roku w wieku 25 lat został trenerem pierwszoligowej Universitatei Krajowa stając się najmłodszym trenerem w historii ligi Rumunii. W latach 1969–1972 pracował w Turcji w takich zespołach jak: Altay SK, Beşiktaş JK i Mersin İdman Yurdu.
Następnie Dumitru pracował w amerykańskim Rochester Lancers i irańskim Teraktorze Sazi. W latach 1981–1982 był selekcjonerem reprezentacji Zambii, a w latach 1983–1984 reprezentacji Suazi.
Od 1986 roku Dumitru zaczął pracę w Republice Południowej Afryki. Prowadził takie kluby jak: Kaizer Chiefs, Mamelodi Sundowns, Orlando Pirates i Manning Rangers. W latach 2000–2001 był selekcjonerem reprezentacji Namibii, a w latach 2005–2006 w reprezentacji Republiki Południowej Afryki, którą poprowadził w Pucharze Narodów Afryki 2006.
Zmarł 26 maja 2016 roku wskutek rozległego zawału serca.